# Calymperes conterminum
Calymperes conterminum är en bladmossart som beskrevs av Thériot och Potier de la Varde 1925. Calymperes conterminum ingår i släktet Calymperes och familjen Calymperaceae. Inga underarter finns listade i Catalogue of Life.